# Meiereisee
Das Naturschutzgebiet Meiereisee liegt im Landkreis Dahme-Spreewald in Brandenburg und gehört zum Biosphärenreservat Spreewald. Das rund 25,1 ha große Naturschutzgebiet, das den Meiereisee umschließt, erstreckt sich südlich von Krausnick. Westlich des Gebietes verläuft die Landesstraße L 71, östlich fließt die Spree.

## Bedeutung
Das Gebiet mit der Kenn-Nummer 1269 wurde mit Verordnung vom 12. September 1990 unter Naturschutz gestellt. Es handelt sich um einen verlandenden Flachsee, der von Erlenbrüchen umgeben ist.